# Arthur Rudge da Silva Ramos
Arthur Rudge da Silva Ramos  (São Paulo, 3 de abril de 1875 – 16 de dezembro de 1941), jurista, delegado de polícia em São Paulo e um dos restauradores da antiga Estrada do Vergueiro — nome pelo qual foi conhecido o "Caminho do Mar", que ligava São Paulo a Santos.
Proprietário de vasta área em terras na região do "Caminho do Mar", fazenda que passou a ser denominada de Rudge Ramos, junto ao município de São Bernardo do Campo. Sua residência todavia era na Avenida Higienópolis, esquina com a Rua Martim Francisco, bairro de  Higienópolis (São Paulo) na capital do estado, local onde mais tarde foi construído um edifício com o nome de sua esposa.
Casou-se com Orlandina Calogia Rudge Ramos e foi pai de Lavínia Rudge Ramos (Nenê Rudge Ramos), que seria esposa de Lauro Gomes de Almeida (Rochedo de Minas, 27 de fevereiro de 1895 — São Bernardo do Campo, 20 de maio de 1964), ex-prefeito de São Bernardo do Campo, sem geração.
Filho de Ernesto Mariano da Silva Ramos (São Paulo, 20 de janeiro de 1836 — São Paulo, 22 de março de 1919), e de Maria Amália Rudge (Rio de Janeiro, 1843 - São Paulo, 1909), que por seu casamento teve origem a família "Rudge Ramos". Bisneto do barão de Antonina, João da Silva Machado. Descendente de John Rudge, primeiro integrante da família Rudge a se estabelecer no Brasil, procedente da Inglaterra, tendo sido o introdutor do chá da Índia no Brasil, em sua chácara no Morumbi, em São Paulo.

Foram seus irmãos:
- Elisa Rudge da Silva Ramos (São Paulo, 23 de março de 1861), que se casou com Augusto Monteiro de Freitas.
- Ernestina Rudge da Silva Ramos (Rio de Janeiro, 14 de outubro de 1862), que se casou  com  Cesário  Pereira de Araújo.
- Heitor Rudge da Silva Ramos (São Paulo, 11 de fevereiro de 1864-27 de novembro de 1927, Paris, França. Sepultado em São Paulo).
- Carolina Rudge da Silva Ramos(30 de novembro de 1865), que se casou com o doutor Juvenal Parada (São Paulo, 3 de maio de 19 de janeiro de 1931), advogado, deputado, genealogista.
- Ernesto Rudge da Silva Ramos (São Paulo, 13 de janeiro de 1867), advogado, que se casou com  Maria Chaves (São Paulo, 25 de março de 1872, onde faleceu em 4 de abril de 1934).
- Maria Izabel Rudge da Silva Ramos (São Paulo, 20 de março de 1869 - 12 de março de 1949), que se casou com o doutor Pedro Arbues da Silva Júnior(São Paulo, 6 de fevereiro de 1874 - 2 de junho de 1921), bacharel em direito, Promotor de Justiça.
- Orozimbo Rudge da Silva Ramos (1871-1873).
- Durval Rudge da Silva Ramos (26 de março de 1873).
- Ercília Rudge da Silva Ramos (São Paulo, 8 de março de 1877).
- Dario Rudge da Silva Ramos (São Paulo, 19 de abril de 1879), que se casou com Henriqueta Puiggari.
- José Rudge da Silva Ramos (São Paulo, 4 de julho de 1881), que se casou com Eurydice do Nascimento.
- Renato Rudge da Silva Ramos, (18 de dezembro de 1883), que se casou com Romilda Cantinho.

Bacharel em direito, formado pela Faculdade de Direito da Universidade de São Paulo, na turma de 1899, exerceu por muitos anos o cargo de delegado de polícia na Capital Paulista, tendo se aposentado como diretor do Serviço de Trânsito de São Paulo.
Homenageado com a "Avenida Dr. Rudge Ramos", inclusive com Busto em Praça Pública, na cidade de São Bernardo do Campo, por sua colaboração ao desenvolvimento do município.
Sepultado no Cemitério da Consolação, em São Paulo, juntamente com sua esposa e filha, em jazigo próximo aos de seus pais e aos de seus irmãos.